# Dvorci (Plasznica)
Dvorci (macedónul: Дворци) település Észak-Macedóniában, a Délnyugati körzet Plasznicai járásában.

## Népesség
| Lakosok száma | 112  | 122  | 138  | 91   | 66   | 32   | 27   | 25   | 24   |
|               | 1948 | 1953 | 1961 | 1971 | 1981 | 1991 | 1994 | 2002 | 2021 |

2002-ben 25 lakosa volt, akik mindannyian macedónok.